# Braggadocio
Braggadocio, bragga – styl w muzyce rap, skupiający się na wychwalaniu swoich umiejętności (tzw. skilli) i udowadnianiu wyższości nad innymi muzykami. Charakteryzuje się również używaniem przez raperów wielu, często bardzo rozbudowanych porównań i metafor, jak również tzw. "dissami" (od ang. disrespect).